# Tucet špinavců: Druhá mise
Tucet špinavců: Druhá mise (anglicky The Dirty Dozen: The Next Mission) je americký válečný televizní film z roku 1985 režiséra Andrewa V. McLaglena. Jedná se o sequel původního úspěšného filmu Tucet špinavců, 18 let po tomto snímku se opět představí Lee Marvin v roli majora Reismana, Ernest Borgnine jako generál Worden a Richard Jaeckel jako seržant Bowren. Film se odehrává za 2. světové války, novým úkolem skupiny odsouzených vojáků je likvidace nacistického generála, který plánuje zavraždit Adolfa Hitlera.
Český dabing pozměnil jména postav odsouzených vojáků.

## Herecké obsazení
- Lee Marvin jako major John Reisman
- Ernest Borgnine jako generál Sam Worden
- Richard Jaeckel jako seržant Clyde Bowren
- Michael Sheard jako Adolf Hitler
- Bruce Boa jako plukovník
- Ken Wahl jako odsouzený voják Louis Valentine
- Sonny Landham jako odsouzený voják Sam Sixkiller
- Larry Wilcox jako odsouzený voják Tommy Wells
- Ricco Ross jako odsouzený voják Arlen Dregors
- Gavan O'Herlihy jako odsouzený voják Conrad E. Perkins
- Jay Benedict odsouzený voják jako Didier Le Clair
- Stephan Hattersley jako odsouzený voják Otto Deutsch
- Rolf Saxon jako odsouzený voják Robert E. Wright
- Russell Sommers jako odsouzený voják Gary Rosen
- Michael John Paliotti jako odsouzený voják Baxley
- Paul Herzberg jako odsouzený voják Reynolds
- Jeff Harding jako odsouzený voják Sanders
- Sam Douglas jako odsouzený voják Anderson
- Wolf Kahler jako německý generál Dietrich
- John Malcolm jako polní maršál Meisterlein
- Morgan Sheppard jako německý generál
- Crispin De Nys jako Schmidt
- Denis Holmes jako generál Pierre Fontaine
- Alan Barry jako generál Bulldog Bardsley
- Don Fellows jako generál Trent Tucker

## Děj
V roce 1944 v Německem okupované Francii plánuje generál SS Dietrich se skupinkou spřízněných německých důstojníků atentát na vůdce Třetí říše Adolfa Hitlera. O plánované akci se díky francouzským odbojářům dozví i v Anglii. Generál Sam Worden společně s dalšími spojeneckými generály diskutuje o situaci. Pokud se atentát na Hitlera zdaří, pro Spojence to bude nevýhoda, neboť vůdce je jejich nejlepším „spojencem“, protože jeho neschopnost strategického plánování paralyzuje německou armádu. Kdyby byl nahrazen schopnějším velitelem (typu Dietricha), válka by se mohla značně protáhnout. Je naplánována mise na Dietrichovo odstranění, do akce je povolán major Reisman, kterému mezitím hrozila degradace za porušení pravidel. Německý generál Dietrich bude cestovat vlakem, který má Reismanova jednotka přepadnout.
Reisman začne na nádraží s výcvikem vězněných vojáků, kterých není dvanáct, ale nyní třináct. Někteří mají dlouholeté tresty odnětí svobody, jiní dokonce trest smrti. Jsou to tito muži:
| Jméno             | Herec                 | Rozsudek              | Charakteristika |
| ----------------- | --------------------- | --------------------- | --- |
| Otto Deutsch      | Stephan Hattersley    | trest smrti oběšením  | americký vojín německého původu, během výcviku zabil seržanta, protože mu nadával do „skopčáků“, jeho rodina se stala v USA obětí protiněmeckých nálad |
| Arlen Dregors     | Ricco Ross            | trest smrti oběšením  | vojín tmavé pleti a bývalý policista z Filadelfie, skupina bělošských důstojníků znásilnila ženu a on jednoho z nich zastřelil na dálku                |
| Gary Rosen        | Russell Sommers       | 20 let nucených prací | dezertér |
| Louis Valentine   | Ken Wahl              | 30 let nucených prací | napadl v baru prostitutku a jejího pasáka |
| Sam Sixkiller     | Sonny Landham         | trest smrti oběšením  | odmítnutí vojenského rozkazu, povzbuzování ke vzpouře proti nadřízenému vedoucí k jeho usmrcení                                                        |
| Didier Le Clair   | Jay Benedict          | trest smrti oběšením  | okradl francouzského velícího důstojníka + dezerce |
| Conrad E. Perkins | Gavan O'Herlihy       | 30 let nucených prací | okrádal mrtvé vojáky na bojišti |
| Tommy Wells       | Larry Wilcox          |                       | bývalý jižanský pilot práškovacího letadla, ve válce sbíral „trofeje“ z mrtvých těl německých vojáků, chce dokázat svou bojeschopnost v akci           |
| Robert E. Wright  | Rolf Saxon            | smrt oběšením         | násilník, zavraždil ženu, v cele napadne majora Reismana, ten se ubrání                                                                                |
| Baxley            | Michael John Paliotti |                       | |
| Reynolds          | Paul Herzberg         |                       | |
| Sanders           | Jeff Harding          |                       | |
| Anderson          | Sam Douglas           |                       | |

Jednotka se učí rychle šplhat na laně, naskakovat na vlak, házet granáty atd. Jeden z vojáků odmítá poslušnost a tak je skupinka zredukována na 12 členů. Výcvik ještě není u konce, když generál Worden informuje majora, že se změnil termín. Posunul se o týden dříve. Major protestuje, ale rozkaz je jasný. Jednotka v převlečení cestuje německým letadlem na polní letiště, kde si jeden z důstojníků gestapa všimne tmavé pleti Dregorse (přestože ten má zafačovaný obličej). Jednotka ujíždí autobusem a je pronásledována Němci na motocyklech s postranním vozíkem a vojenských vozech. „Špinavcům“ se je podaří zničit, ale sami s autobusem havarují poté, co je řidič zastřelen. Ještě předtím se majora Reismana pokusí zastřelit Wright, ale zabrání mu v tom Sixkiller (zabije ho). Jednotka musí pokračovat pěšky a na francouzském venkově dostane od jednoho sedláka starý německý vůz. Majorovi muži se záhy střetnou s další skupinou německých vojáků. Po přestřelce chtějí misi vzdát, ale Reisman jim řekne, že ve vlaku bude kromě Dietricha i nakradené zlato a další cennosti. Muži pokračují dál.
Mezitím ve vlaku zastřelí Dietrich svého podřízeného plukovníka Schmidta, který pojal vůči němu podezření. Vlak přijíždí na nádraží, kde patroluje spousta německých vojáků. Majorovi muži dorazili včas. Nedaleko nádraží přistává letadlo se samotným Hitlerem. Ten jde v doprovodu Dietricha k vlaku. Dregors má Dietricha na mušce, ale váhá se střelbou. Stejně jako většina jeho spolubojovníků uvažuje, že když zastřelí vůdce, válka skončí. To mu major Reisman vymlouvá a Dregor nakonec splní rozkaz, zastřelí Dietricha. Hitler je ochrankou natlačen do automobilu a je odvážen do bezpečí a Němci se pustí do boje s americkou diverzní jednotkou. Ta ztratí několik mužů a je donucena k ústupu k letadlu, kterým přiletěl Hitler. Reismanovi, Dregorsovi, Perkinsovi Valentinovi a Samu Wellsovi (který pilotuje) se podaří odletět. Na palubě vojáci objeví tajné informace ve složce a drahé kameny ve váčku. Major souhlasí s rozdělením pokladu. Během letu Dregors umírá, byl předtím postřelen. Letadlo má problémy s motorem, ale Wellsovi se podaří přistát na poli v Anglii. Tady se na ně chystá farmář s puškou, dokud major Reisman nepromluví anglicky a nezeptá se, kde je nejbližší hospoda. Farmář pozná, že jde o Američany a nechá se pozvat majorem společně s ostatními přeživšími muži na rundu.

## Související filmy
- Tucet špinavců (anglicky The Dirty Dozen) – původní film z roku 1967, režie Robert Aldrich
- Tucet špinavců III: Smrtelná mise (anglicky The Dirty Dozen: The Deadly Mission) – americký televizní film z roku 1987, režie Lee H. Katzin
- Tucet špinavců IV: Osudová mise (anglicky The Dirty Dozen: The Fatal Mission) – televizní film USA/Jugoslávie/Itálie z roku 1988, režie Lee H. Katzin

## Zajímavosti
- německé letadlo, kterým „tucet špinavců“ cestuje do akce, je ve skutečnosti americký Douglas C-47 Skytrain, letadlo, kterým se hrstka přeživších mužů s majorem Reismanem v čele vrací do Anglie je Junkers Ju 52.